# Бомбардировочная эскадра «Лютцов»
«Бомбардировочная эскадра „Лютцов“» (нем. Kampfgeschwader Lützow) — немецкий пропагандистский фильм, практически являющийся продолжением фильма «Д III 88» (1939), созданного в основном той же творческой группой, но с другим режиссёром (Герберт Майш). Название эскадры имеет отношение не к Гюнтеру Лютцову, в то время ещё малоизвестному лётчику-истребителю, а к генералу Адольфу Вильгельму фон Лютцову. Съёмки фильма проходили в Багиче (нем. Bodenhagen), неподалёку от Колобжега (нем. Kolberg). Премьера фильма состоялась в феврале 1941 года.

## Сюжет
Неразлучные друзья — лётчики авиационной боевой эскадры «Лютцов», вместе прошедшие бои Первой мировой войны, Гражданской войны в Испании и пережившие трудности мирного времени, становятся участниками Польской кампании. Им приказано бомбить вражеские позиции и крепостные укрепления.
Возвращаясь с задания, пилоты обнаруживают толпы изгнанных фольксдойче, которых «надменные» поляки ведут на мучения. При внезапном появлении немецких машин польский конвой прячется среди арестованных.
Несмотря на это немецким стрелкам удаётся в ходе рискованной атаки уничтожить часть польских военных, а остальных обратить в бегство, не причинив ущерба своим соотечественникам.
Затем эскадра получает приказ выдвинуться на Запад и принять участие в налётах на Англию.

## Отношение к фильму в разное время
Фильм был оценён национал-социалистской цензурой как «особо ценный с точки зрения государственной политики и художественного достоинства», «ценный для поддержания духа нации» и «полезный для молодёжи».
После Второй мировой войны был разрешён для показа с большими оговорками. В настоящее время в Германии показ этого фильма сильно ограничен.

## Критика
Современная фильму пресса высоко оценивала прославление в нём геройской смерти. Об образе унтер-офицера Паульзена, — который в одном из воздушных боёв будет смертельно ранен, получив незадолго до этого письмо от своей Греты, в котором она написала, что разлюбила этого персонажа, — в «Иллюстрированном курьере» было сказано: «но всё же умирающий знает, какой дух царит в люфтваффе. Выбиваясь из последних сил, сажает он свою машину, спасает своих товарищей, а сам падает замертво. Но его дух живёт в сотнях, в тысячах таких как он. И его жертва <отечеству> никогда не будет забыта».
А это мнение современного нам кинокритика:
Этот фильм напоминает отчёт о весёлой войне с воздушным  балетом и увеселительными бомбардировками. Удивительно, какой безвредной может быть война! Вдобавок ко всему немецкие лётчики воплощают собой справедливость и благородство.
Карлхайнц Вендтланд